# Kanton Saignes
Kanton Saignes (fr. Canton de Saignes) je francouzský kanton v departementu Cantal v regionu Auvergne. Tvoří ho 12 obcí.

## Obce kantonu
- Antignac
- Bassignac
- Champagnac
- Madic
- La Monselie
- Le Monteil
- Saignes
- Saint-Pierre
- Sauvat
- Vebret
- Veyrières
- Ydes